# Festival Classica
Le Festival Classica, fondé en 2011 à Saint-Lambert, sur la Rive-Sud de Montréal, est un festival se consacrant principalement au rayonnement de la musique classique. En 2023, y est associé le NOM (Nouvel Opéra Métropolitain), qui aura comme mandat de remettre au goût du jour le répertoire de l'opérette, créer de nouveaux opéras et présenter des opéras oubliés ou inédits, écrits par les grands compositeurs.